# Charles Clair
Pour les articles homonymes, voir Clair.
Charles Clair, né à Mars-sur-Allier le 16 septembre 1860 et mort à Paris 20e le 16 décembre 1947, est un peintre et graveur français.

## Biographie
Fils d'un agriculteur, Léon Clair, et de Marie Breu, il commence ses études à l’École des Arts de Nevers puis entre à l'École nationale des beaux-arts de Paris.
Sociétaire du Salon des artistes français, il y obtient une mention honorable en 1913. Il se spécialise dans la peinture d'animaux, principalement dans la représentation de moutons.